# Notre-Dame-du-Vaudreuil
Notre-Dame-du-Vaudreuil est une ancienne commune du département de l'Eure.

## Histoire
La commune est créée en 1789 sous le nom de Vaudreuil Notre-Dame. Elle est chef-lieu de canton de 1793 à 1801.
Le 15 avril 1969, la commune de Notre-Dame-du-Vaudreuil est rattachée à celle de Saint-Cyr-du-Vaudreuil qui prend le nom du Vaudreuil.

## Administration
| Période                                  | Période         | Identité                 | Étiquette         | Qualité                            |
| ---------------------------------------- | --------------- | ------------------------ | ----------------- | ---------------------------------- |
| Les données manquantes sont à compléter. |                 |                          |                   |                                    |
| 1878                                     | 10 février 1887 | Edgar Raoul-Duval        | Union des droites | Ancien magistrat, député de l'Eure |
|                                          | 1946            | Bernard Perreau-Saussine |                   |                                    |
| 1953                                     | mars 1965       | Edmond Mailloux          |                   |                                    |
| mars 1965                                | 15 avril 1969   | Michel Jeuffrain         |                   |                                    |